# Roberto Medina
Roberto Medina (Rio de Janeiro, 1947) és un empresari brasiler i expert en publicitat, més conegut com a creador i organitzador del festival de música Rock in Rio.

## Biografia
El seu pare, Abraham Medina era també un reconegut empresari. A l'edat de setze anys va començar a treballar en el departament de màrqueting en l'empresa del seu pare. El 1968 es va unir a l'agència de publicitat «Artplan», que va comprar el 1972. Sota el seu lideratge, Artplan s'ha transformat en una de les agències de publicitat més grans del Brasil.
El 1980 va portar Frank Sinatra al Brasil, per un concert per a 150.000 persones a Rio de Janeiro. El 1985 va concebre i organitzar el festival Rock in Rio, amb una infraestructura molt similar a la dels països del primer món.
A principis de 1990, va portar Paul McCartney a l'estadi Maracanã del Rio de Janeiro. Al juny d'aquest mateix any va romandre segrestat durant disset dies, i va ser alliberat després de pagar rescat.
Va organitzar el 1991 i 2001, una segona i tercera edició del festival Rock in Rio al Brasil.
El 2004, va portar el festival a Portugal i va organitzar el primer Rock in Rio Lisboa, a la capital portuguesa. El 2006 va organitzar la segona edició de Rock in Rio Lisboa. El 2008, va fer tant la tercera edició del Rock in Rio Lisboa, així com una primera edició de Rock in Rio Madrid a Espanya.